# Una partita a scacchi (opera)
Una partita a scacchi è un'opera in un atto di Pietro Abbà Cornaglia, su libretto basato sull'omonima leggenda drammatica di Giuseppe Giacosa. La prima rappresentazione ebbe luogo al Teatro Fraschini di Pavia il 13 febbraio 1892.
I giornali riferirono che lo spettacolo inaugurale ebbe esito felice, con sette chiamate per l'autore, e che piacquero soprattutto il preludio e una romanza di Fernando. L'orchestrazione dell'opera era stata terminata già nel 1886: il periodico musicale La Scena Illustrata ne scrisse all'inizio del 1887, evidenziando «l'interpretazione molto varia nei ritmi e negli intrecci operistici», e lodando il preludio, che era già stato eseguito in pubblici concerti, come «un vero gioiello del genere».
Una recensione poco favorevole dell'opera (in una edizione per canto e pianoforte) apparve nel 1894 sulla Rivista musicale italiana. L'autore dell'articolo imputava al musicista di avere dato troppa importanza, nella sua preoccupazione circa la musicabilità del verso martelliano (utilizzato dal Giacosa), alla forma del verso piuttosto che al contenuto, lo accusava di «violenze» ai versi del Giacosa, dovute a troppi tagli e ripetizioni, e sosteneva che l'opera «non rappresenta che un capriccio, una bizzarria personale senza alcun serio valore d'universalità». Tuttavia il recensore riconosceva che «la monotonia del verso martelliano costante è stata bene evitata dalla varietà dei ritmi e delle idee melodiche» e che «la melodia ha un certo pregio. È larga, spontanea, copiosa», anche se questi pregi «sono a tutto danno della plasticità, della concettosità, della individualità». La recensione si concludeva con una considerazione sulla musica dell'Abbà Cornaglia, giudicata sorprendente poiché «vi si scorge un uomo che vive appartato dal movimento musicale contemporaneo e che prosegue un ideale d'accordo più coi principii di trent'anni addietro che non coi nostri».
Una ripresa moderna di quest'opera ebbe luogo al Teatro Comunale di Alessandria il 2 dicembre 2005: l'Orchestra Classica di Alessandria era diretta da Marcello Rota, la regia era di Beppe de Tomasi, i cantanti erano Tiziana Fabbricini (soprano), Giovanni Manfrin (tenore), Omar Montanari e Simone Alberti (baritoni).